# 1993 en droit
Cet article présente les faits marquants de l'année 1993 en droit.

## Événements

### Janvier
- 1er janvier : 
  - naissance de la République tchèque et de la Slovaquie,
  - entrée en vigueur du traité de Maastricht.

### Février
- 22 février, Nations unies : institution du Tribunal pénal international pour l'ex-Yougoslavie par la résolution 808 du Conseil de Sécurité de l'Organisation des Nations unies[1] afin de poursuivre et de juger les personnes s'étant rendues coupables de violations graves du droit international humanitaire sur le territoire de l'ex-Yougoslavie durant les guerres en Croatie, en Bosnie-Herzégovine et au Kosovo). Sa première audience a eu lieu le 8 novembre 1994, il a mis en accusation 161 personnes.

### Juillet
- 14 juillet, Liban :  mise en place d'un Conseil constitutionnel par la réforme de l'article 19 de la Constitution libanaise[2], sur le modèle du Conseil constitutionnel français.

### Décembre
- 12 décembre : adoption, par référendum de l'actuelle Constitution de la fédération de Russie.